# Isanthrene grenadensis
Isanthrene grenadensis är en fjärilsart som beskrevs av Butler 1876. Isanthrene grenadensis ingår i släktet Isanthrene och familjen björnspinnare. Inga underarter finns listade i Catalogue of Life.